# Saules au soleil couchant
Saules au soleil couchant ou Saules au coucher du soleil est une peinture à l'huile sur carton de 31,6 × 34,3 cm, réalisée en 1888 par Vincent van Gogh et conservée au Musée Kröller-Müller d'Otterlo.
La tableau représente des saules exploités en têtard à Arles, avec un coucher de soleil en arrière-plan.